# 道夫·史騰貝爾格

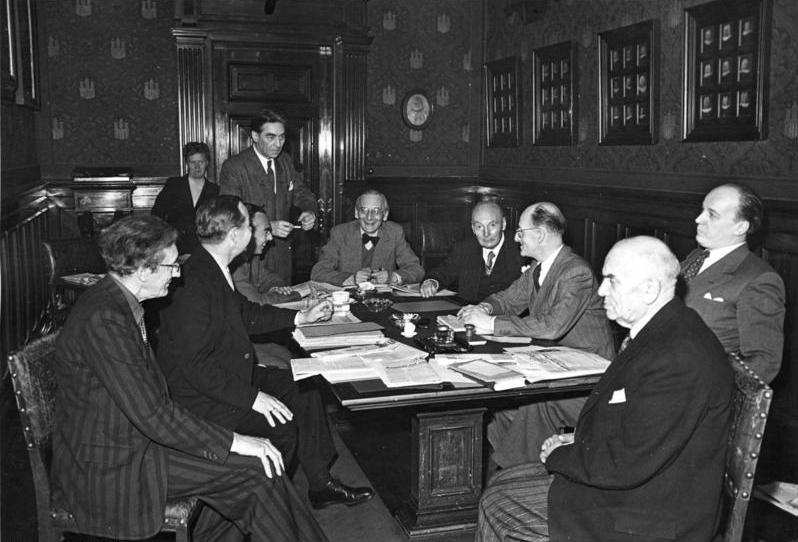
位處最右方的男子為史騰貝爾格

道夫·史騰貝爾格（Dolf Sternberger）（1907年7月28日—1989年7月27日）是一名德國哲學家、政治學家和記者。
早年在基爾大學、法蘭克福大學修讀戲劇研究和德國學，再在海德堡大學交換學習哲學、社會學和藝術史。他最有名的是在1979年提出憲政愛國主義概念。他被伯恩哈特·沃格爾評價為繼汉娜·阿伦特、列奥·施特勞斯和埃里克·沃格林後同一時代政治學規範化的代表人物。